# Baszka
Baszka (cz. Baška, niem. Baschka) – gmina w kraju morawsko-śląskim, w powiecie Frydek-Mistek w Czechach. Gmina położona jest około 5 km na południowy wschód od Frydka-Mistka, nad rzeką Ostrawicą i rozłożona jest na obu jej brzegach. Składa się z trzech gmin katastralnych, dawniej niezależnych miejscowości. Na prawym brzegu rzeki, czyli na Śląsku Cieszyńskim, znajdowała się dawniej sama Baszka, zaś na lewym brzegu (Morawy) Hodoňovice i Kunčičky u Bašky. Wsie te połączone zostały w jedną całość w 1960 roku. W 2001 każda z tych części miała kolejno: 1556, 598 i 1003 mieszkańców.
Na północno-wschodnim skraju miejscowości znajduje się zbiornik wodny o powierzchni 33 ha i maksymalnej głębokości 6 metrów, wykorzystywany w celach rekreacyjnych (kąpiel, wędkarstwo, kemping).

## Podział administracyjny
Gmina Baszka składa się z trzech części i gmin katastralnych:
- Baszka – położona we wschodniej części gminy, ma powierzchnię 526,5155 ha[4] (41% obszaru całej gminy). W 2001 mieszkało tu 1556 z 3157 osób zemieszkujących całą gminę[3].
- Kunčičky u Bašky – położona we wschodniej części, ma powierzchnię 452,3194 ha[5] (35,2% obszaru gminy). W 2001 mieszkało tu 1003 osób[3].
- Hodoňovice – położona w północnej części, ma powierzchnię 304,536 ha[6] (23,8% obszaru gminy). W 2001 mieszkało tu 598 osób[3].

## Historia
Najwcześniej wzmiankowane były Kunčičky u Bašky, w 1288, następnie Baszka w 1434 a najpóźniej Hodoňovice w 1577.
W 1434 Arnošt z Tworkowa otrzymał Baszkę w zastaw od księcia cieszyńskiego wraz z kilkoma okolicznymi wsiami. Książę odkupił zastaw w 1450 roku. W 1571 miejscowość wraz 15 innymi wsiami oraz miastem Frydek została sprzedane przez książąt cieszyńskich tworząc frydeckie państwo stanowe.
Według austriackiego spisu ludności z 1910 roku sama Baszka miała 1314 mieszkańców, z czego 1311 zameldowanych na stałe, 1274 (97,2%) było czesko-, 22 (1,7%) niemiecko- a 15 (1,1%) polskojęzycznymi, zaś w podziale według religii 1282 (97,6%) katolików, 30 (2,3%) ewangelików i 2 (0,1%) wyznawców judaizmu. W tym samym roku Hodoňovice miały 436 a Kunčičky u Bašky 671 mieszkańców.